# 焦峰尺蛾
焦峰尺蛾（学名：Dindica kishidai）为尺蛾科峰尺蛾屬下的一个种。